# Orobanche multicaulis
Orobanche multicaulis är en snyltrotsväxtart som beskrevs av Brandeg.. Orobanche multicaulis ingår i släktet snyltrötter, och familjen snyltrotsväxter.

## Underarter
Arten delas in i följande underarter:
- O. m. dugesii
- O. m. multicaulis